# Образ жизни и культура амишей

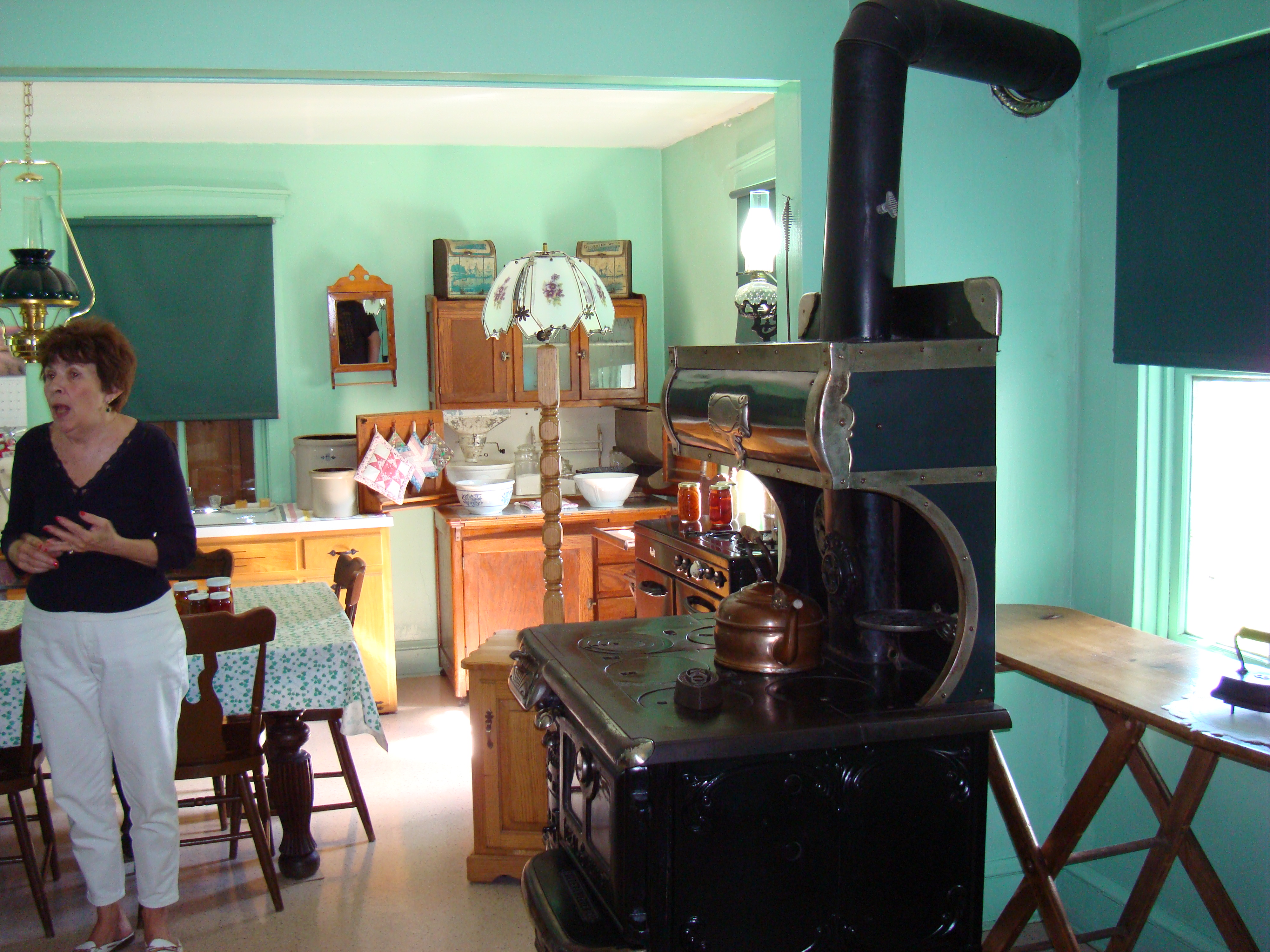
Интерьер деревенского дома амишей

Семьи и общины амишей, как правило, консервативны и стараются сохранить более традиционный образ жизни, более архаичные отношения в семье, чем окружающее их большое общество. Браки амиши допускают только с другими амишами, реже с меннонитами. Семьи, как правило, многодетные. Пожилым и больным членам общины стараются помогать своими силами, не принимая социальное обеспечение от государства или других внешних организаций. Амиши старого обряда также известны своим неприятием ряда современных технологий.
Обучать своих детей амиши предпочитают сами: путём домашнего (семейного) образования, создания собственных школ в поселениях или другим путём. Некоторые дети амишей учатся и в обычных (публичных) школах. Как правило, образование амишей ограничивается обязательными по законам США восемью классами средней школы. Отмечено стремление сохранить традиционный сельский образ жизни, при котором дети с ранних лет учатся работать по дому и на семейных полях и фермах. Так как большинство детей амишей остаются в общине и продолжают дело родителей, формальное академическое образование для них оказывается практически не очень нужным.
В трудных ситуациях, будь то трудности материальные или психологические, большинство амишей предпочитает полагаться только на помощь своей семьи, близких родственников и других членов своей религиозной общины. Многие не приемлют пенсионного, медицинского, социального и иного страхования, как частного, так и публичного. В США давно существующие общины-поселения амишей даже освобождаются от обязанности платить взносы на обязательное для других граждан социальное страхование, так как они фактически не пользуются его преимуществами и осознанно отказываются получать социальную поддержку от государства (но обеспечивают приемлемый уровень жизни зависимых людей своими силами).
Как и другие анабаптисты, амиши придерживаются пацифистских убеждений и отказываются от прохождения любого рода военной службы, а также от другого применения насилия для защиты. Даже обращения амишей в суд для защиты своих прав встречаются нечасто. В прошлом отказ от военной службы приводил к преследованиям амишей властями государств, и послужил одной из причин их массовой эмиграции из Европы в Америку. В настоящее время и в США, и в Канаде, где проживает большинство амишей, обязательная военная служба по призыву отменена, армии стали полностью профессиональными. Но встречается неприятие и непонимание амишей их соседями-неамишами и большим обществом в целом, что приводит иногда и к действиям против амишей — например, забрасыванию камнями их конных повозок.
В отношениях между амишами и окружающим миром есть одна черта, свойственная только некоторым общинам амишей и иногда меннонитам Венгера. Это румспринга, испытательный срок для подростка в возрасте от 16 лет (обычно) до принятия осознанного решения о крещении по вере; либо он может решить отказаться креститься и покинуть общину амишей. Буквально «румспринга» означает «бегать вокруг да около». Некоторые подростки покидают общину и пробуют жизнь за её пределами, но большинство остаётся жить с родными и принимает крещение.

## Общинная, семейная и личная жизнь

### Семья
Иметь детей, растить их, и жить в ладу с соседями и родственниками — вот важнейшие функции амишской семьи. Амиши верят, что Бог благословляет большие семьи. Основное предназначение семьи может быть проиллюстрировано различными путями в амишской культуре. Семья имеет власть над индивидуумом не только в детстве и юности, но и всю жизнь. Численность членов церковного округа чаще измеряется количеством семей, а не количеством крещённых человек. Родители считают себя ответственными перед Господом за духовное благополучие своих детей и их правильное воспитание.

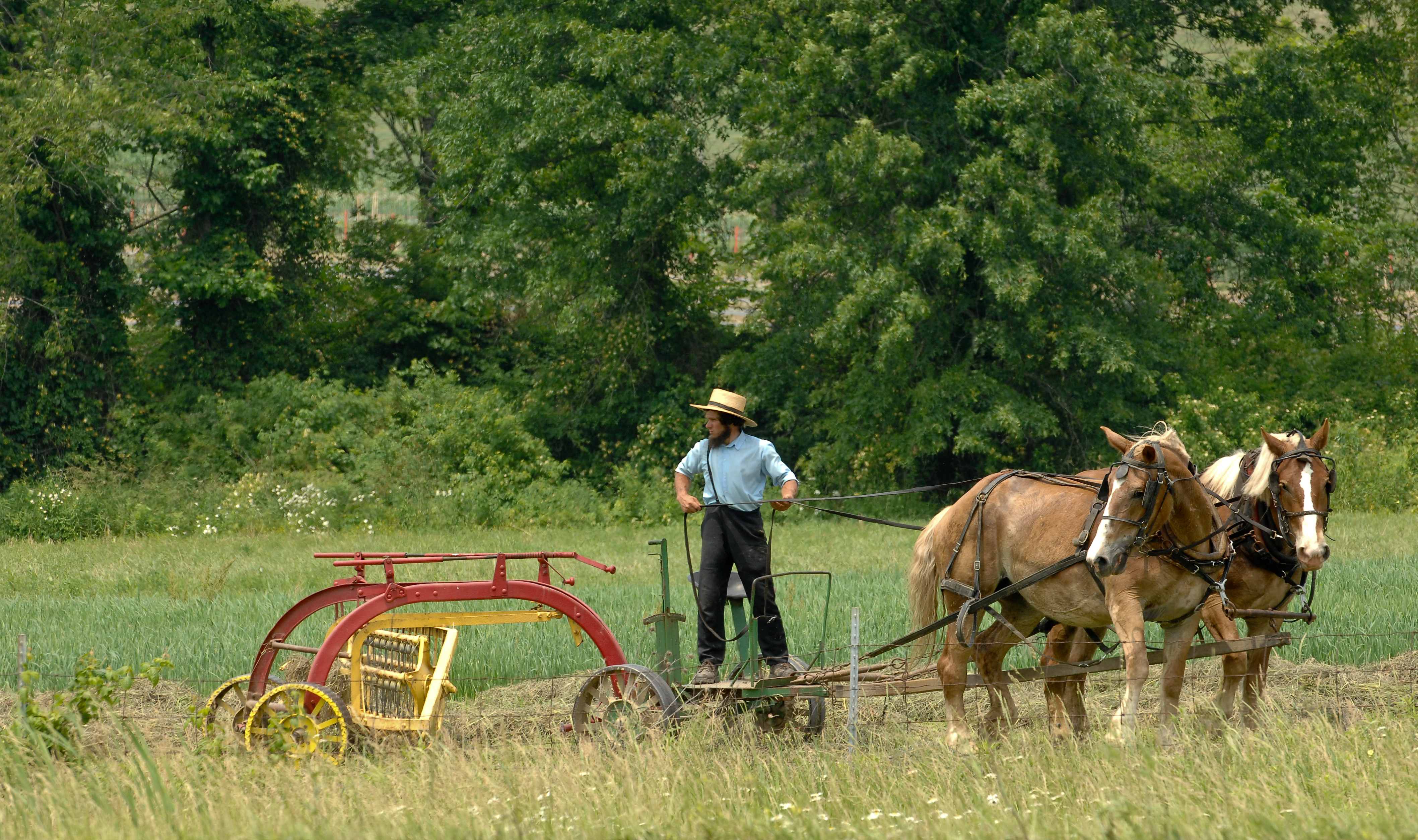
Амиш работает в юго-восточном Огайо

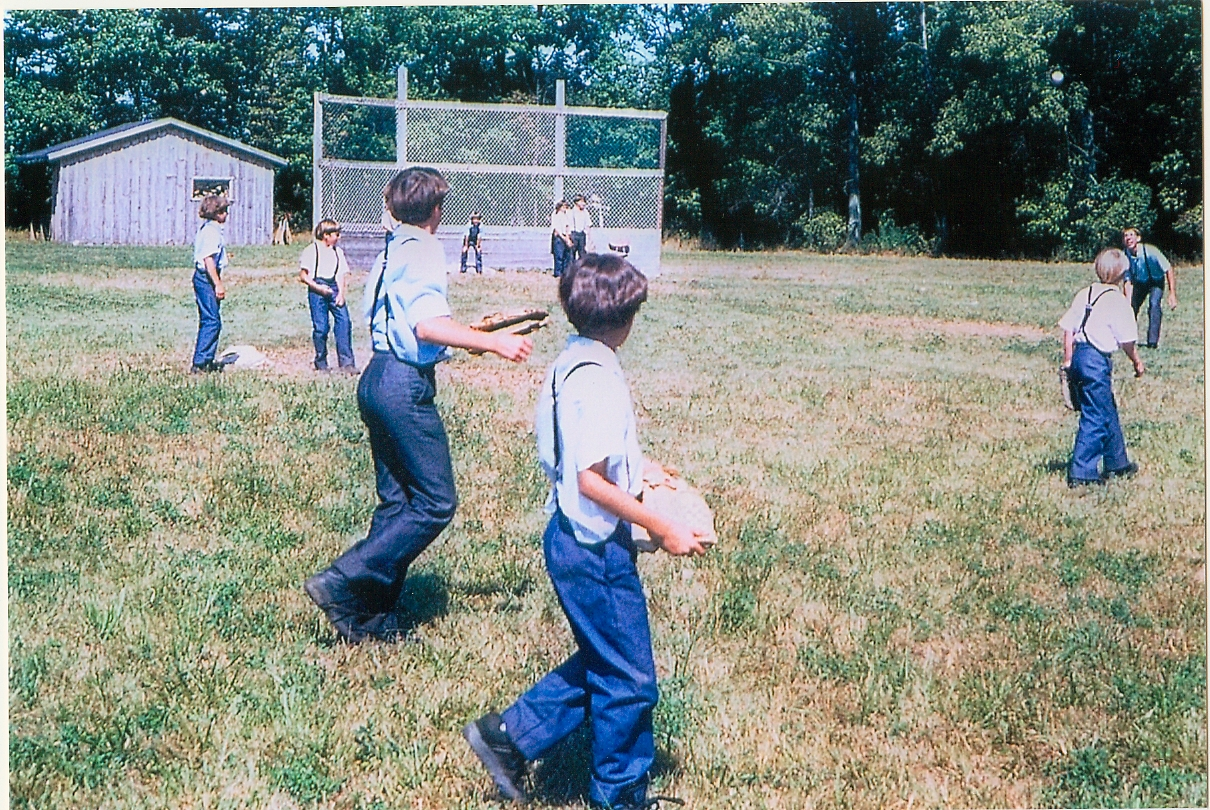
Дети амишей играют в бейсбол. Линдонвиль, Орлеанс, штат Нью-Йорк

Семья обеспечивает своему члену статус как в доме, так и в общине. Человек воспринимается прежде всего как член семьи, а не как индивидуальность. Каждый имеет работу, положение, ответственность и статус. Повседневная работа по дому обычно традиционно разделена между мужчинами и женщинами. Традиционная семья амишей даёт своим детям большую часть образования и обучения. Хотя формальное образование заканчивается восьмым классом, мальчик или девочка далее учатся тому, что им предстоит делать, став взрослыми. Мальчики работают с отцом в поле, конюшне или ещё где «снаружи»; девочки в доме или в саду, неподалёку от матери. Практическим навыкам работы обучают в семье, как это было многие века в традиционном обществе. В общем и целом, молодые амиши следуют примеру своих родителей, занятых, как правило, тяжёлым физическим трудом, и стремятся стать производительной частью семьи.
Глава мужу — Христос, а глава жене — муж. Одна из величайших нужд нашего времени — это мужчины, которые будут брать на себя ту ответственность, которую Бог возложил на их плечи. Не принимать этой ответственности — значит работать спустя рукава и нарушить волю Бога.
Family Life. Amish Monthly Magazine
Спорт и отдых обычно совместный для всех членов семьи, также амишские семьи вместе ходят в церковь.

### Дисциплина
Амиши требуют от детей строгого подчинения, к чему их принуждают как родители, так и религиозные авторитеты, под страхом телесных наказаний. Обоснования такому методу воспитания находят в интерпретациях Библии. Любое юношеское недовольство обычно можно высказывать словами, но сквернословие не допускается под страхом немедленного наказания.

### Отрочество и юность
Пубертатный период в жизни человека для амишей является ещё и периодом главного выбора в жизни: принимать ли крещение или же покинуть общину. В некоторых общинах подросткам временно допускается не слушаться и даже временно покидать общину. Небольшая часть молодых людей выбирает не креститься и провести оставшуюся жизнь в большом обществе, вступить в брак с неамишем. В отрочестве начинаются и ухаживания; в частности, у одной из наиболее консервативных групп амишей юношу и девушку закутывают в одной кровати.
Брак между двоюродными братом и сестрой у амишей не разрешается, между троюродными — не приветствуется, но может совершаться. В графстве Ланкастер запрещено жениться на внучатой племяннице.
Начало ухаживания обычно не обсуждается ни в семье, ни с друзьями. Чрезмерные попытки дразнить, показывать себя в неподходящее время воспринимаются братьями, сёстрами или друзьями как очень надоедливые. Уважение к тайне личной жизни (как минимум, притворяться, что не знаешь), является превалирующей моделью поведения, даже между родителями.
Amish Society. Hostetler (Fourth Edition), p. 146.

### Свадьбы
Амиши играют свадьбы обычно по вторникам и четвергам в ноябре и начале декабря, после уборки урожая. Невеста надевает новое голубое льняное платье, которое она может потом снова надевать в других торжественных случаях. Амишки не пользуются косметикой и не надевают обручальные кольца, потому что «орднунг» запрещает ношение драгоценностей. Брачная церемония может занимать несколько часов, за которой следует собрание общины, включающее в себя банкет, песнопения и сказы. Новобрачные проводят брачную ночь в доме родителей невесты. Сельдерей — символическая еда на амишских свадьбах. Сельдерей также ставят в вазы и используют для украшения дома вместо цветов. Скорее всего, молодая супружеская чета проведёт несколько выходных в гостях у друзей и родственников, присутствовавших на их свадьбе, прежде чем полностью посвятит себя работе и домашним делам.

### Старость и отход от дел
У амишей не установлено фиксированного пенсионного возраста. Принимая решение об уходе на покой, амиш учитывает состояние своего здоровья, нужды своей семьи и личные пожелания; большинство перестаёт работать в возрасте между пятьюдесятью и семьюдесятью годами. Пожилые амиши живут в своих семьях, домов престарелых у них нет. Но часто в амишской деревне бывает «Дом дедушек» (пенсил.-нем. Grossdaadi Haus), где могут совместно проживать дедушки и бабушки. Отошедшие от дел люди продолжают по мере своих возможностей помогать в работах на ферме и в доме, работая в своём темпе, по мере своих сил. Это даёт им определённую независимость, и в то же время не отрывает от семьи. Амишский способ отхода от дел гарантирует, что престарелый сохранит контакты с семьёй и родственниками. У них нет проблемы одиночества, потому что они сохраняют значимые социальные контакты, участвуют в различных общественных мероприятиях, таких как игры, аукционы, свадьбы, праздники, и других видах совместной деятельности.
Если престарелый становится больным или немощным, другие члены семьи ухаживают за ним до конца, как когда-то он ухаживал за своими маленькими детьми. Амиши сохранили традиционные отношения между поколениями, в отличие от многих современных семей США, Канады и других стран Запада, предпочитающих поручать заботу о стариках государству или специальным социальным учреждениям, вроде домов престарелых, интернатов, пансионатов, больниц, санаториев.

### Конфликты внутри общины
Известны случаи насильственных конфликтов на религиозной почве между членами амишских общин. Так, в октябре 2011 года четверо мужчин ворвались в дом пожилого амиша в штате Огайо и насильно остригли ему бороду, за что были арестованы полицией. Потом в той же местной общине амишей, руководимой епископом Сэмуэлем Маллетом (Samuel Mullet Sr.), произошло ещё несколько случаев насильственного отрезания бород у мужчин и волос у женщин. Суд присяжных признал 16 амишей, отрезавших бороды и волосы другим членам их общины, виновными в преступлении на почве ненависти: нанесении телесных повреждений с использованием оружия по причине религиозной принадлежности, что в США считается тяжким преступлением против свободы вероисповедания (согласно федеральному закону Мэтью Шепарда (Matthew Shepard and James Byrd, Jr. Hate Crimes Prevention Act) 2009 года). 8 февраля 2013 г. Самуэль Маллет, не принимавший непосредственного участия в нападениях, но бывший их организатором и руководителем, был приговорён к 15 годам тюремного заключения. Пятнадцать других амишей получили меньшие сроки: от одного года и одного дня до семи лет.

## Традиции и культура
Образ жизни амишей установлен «орднунгом» (нем. Ordnung — установленный порядок, устав), который незначительно различается в разных общинах амишей, и в разных церковных округах одной общины правила тоже могут слегка отличаться. Что приемлемо в одной общине, может быть недопустимо в другой. Трудно что-то говорить об образе жизни и культуре амишей вообще, потому что только несколько общих положений будут истинны для всех амишей.
Их группы могут разделяться по вопросам относительно полей шляпы, цвета повозки, по разным другим вопросам. Использование табака (кроме сигарет, которые воспринимаются как «мирские суетные») и умеренное употребление алкоголя в основном допускается; в более старых и более консервативных группах амишей — частично и не во всех.

### Язык
Кроме английского, большинство амишей старого обряда говорит на особом немецком диалекте, известном как пенсильванско-немецкий диалект, чаще именуемом как «пенсильванский голландский» (Pennsylvania Dutch). Пенсильванско-немецкий происходит от диалектов германского Пфальца XVIII века, испытал сильное влияние американского английского и заметно отличается от диалектов других групп анабаптистов.
Поначалу на пенсильванском диалекте немецкого говорили многие иммигранты из Германии, осевшие в Пенсильвании окрестностях, особенно прибывшие до 1800 года. По состоянию на 2010-е годы, на нём говорят почти исключительно амиши и меннониты старого обряда. В нескольких, довольно больших, общинах амишей старого порядка, чаще говорят на швейцарском диалекте немецкого, нежели на пенсильванском. Амиши Би́чи, особенно те, кто родились примерно в 1960 году или позднее, склонны к преимущественному использованию английского языка для домашнего общения. Все другие группы амишей используют пенсильванский или один из швейцарских диалектов немецкого как язык для серьёзных бесед внутри группы. Существуют небольшие диалектные различия между общинами, поселившимися в разных местах. Амиши осознают эти языковые различия, а иногда даже испытывают трудности в общении с единоверцами из других регионов.

### Музыка
Амишская музыка имеет, в основном, германское происхождение, и включает в себя древние песенные стили, не встречающиеся уже нигде в Европе, но, вместе с тем — более современные гимны, происходящие из пенсильванско-немецкой культуры.
Старинные амишские гимны — одноголосые, без метра, с растянутыми тонами и медленно произносимыми орнаментиками. Гармония обычно отсутствует. В пенсильванских спиричуэлах — более новых — заметно влияние афроамериканской и британской музыки.
Хотя некоторые амиши обучаются игре на традиционных музыкальных инструментах, таких как гармоника или аккордеон, на них не играют на публике. Таким образом, поют обычно без сопровождения. На богослужениях обычно поют по-немецки, в других случаях — по-английски. Песнопения — важная часть церковных служб амишей, и продолжительность исполнения некоторых песен превышает пятнадцать минут. Loblied, «Дифирамб», — самая известная из песен амишей. Она звучит второй по счёту песней на каждом церковном служении, а также часто исполняется на свадьбах амишей.
«Песни» или «Песнопения», посещаемые молодыми людьми, достигающими брачного возраста — обычно бывают вечером в воскресенье после богослужения и являются неотъемлемой частью амишской практики ухаживания за женщинами, так как молодые участники вовлекаются в обсуждение социальных вопросов между пением песен.

### Одежда

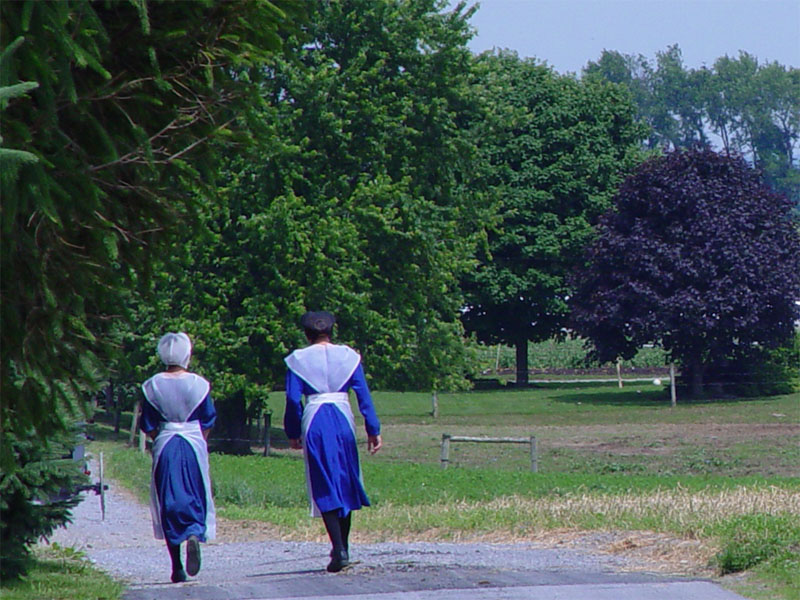
Девушки-амиши в округе Ланкастер штата Пенсильвания

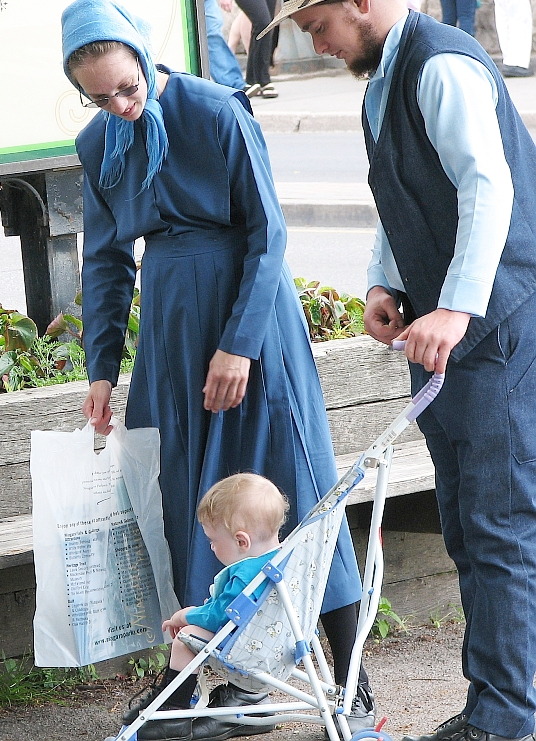
Семья амишей в Канаде, в районе Ниагарского водопада

Общее во всей одежде амишей — скромность и простота. Одежда не должна привлекать внимание разрезами, расцветкой или любыми другими деталями. Застёжки, крючки или булавки используются чаще, чем пуговицы, молнии или липучки. Застёжки-кнопки используются на повседневной одежде, а плоские пуговицы — на рабочих рубашках и брюках. Ограничение на использование кнопок — это дань традиции, а также чтобы избежать гордыни (хвастовства одеждой перед другими).
Во всех вещах простота является эстетической ценностью. Одни амиши стремятся ограничить цвета одежды классическим «чёрный низ (брюки, платье, юбка) — белый верх (рубашка, блузка)», другие допускают неяркие цвета. Одежда из тёмно-синей джинсовой ткани в целом хорошо принимается некоторыми амишскими группами. Амиши старого обряда часто сами шьют свою одежду; рабочая одежда может быть слегка поношенной и залатанной.
Женщины носят длинные (ниже колен, часто до щиколотки) одноцветные платья простого покроя. Передники (у незамужних — обычно белые, у замужних — чёрные или пурпурные), часто носят дома, и всегда надевают на богослужение. Начиная с подросткового возраста, амишки обычно носят платок (большой треугольный кусок ткани, края которого прикалывают булавками к переднику), либо чепчик, накидку или другой подобный головной убор. В холодные месяцы амишки могут надевать длинный шерстяной плащ.

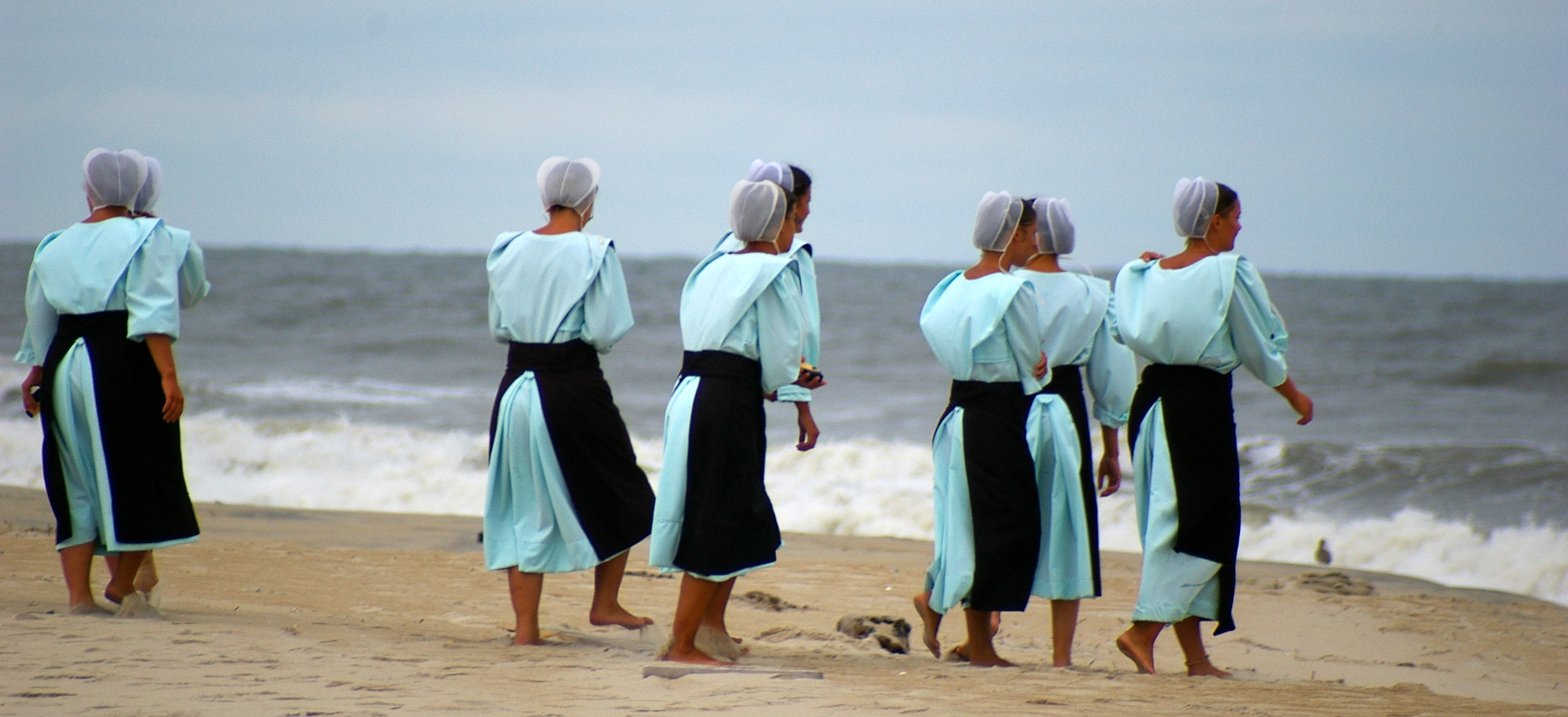
Женщины-амиши на пляже. Остров Шинкотег, округ Аккомак, штат Виргиния

В холодную погоду женщины могут носить капор поверх чепца (за исключением амишей Небраски — у них женщины не носят шляпы вообще). В некоторых местах девочкам в возрасте до девяти лет можно носить цветные капоры; более старшие девушки и женщины носят чёрные. Девочки примерно с восьми лет начинают надевать чепец на богослужения и другую соответствующую одежду по случаю. Некоторые амишки примерно до тридцати лет продолжают надевать белый платок во время церковных служб. Платки и накидки для повседневного ношения могут быть цветными, под цвет одежды; женщины старше сорока носят только чёрные платки.
В тёплые месяцы многие дети амишей ходят босиком (даже в школу).

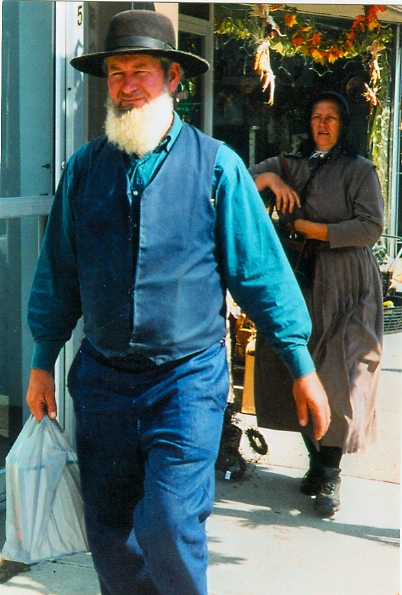
Семья амишей в городе Элмер (графство Элгин, провинция Онтарио, Канада)

Мужчины-амиши обычно носят брюки тёмных цветов, иногда жилеты или куртки, подтяжки (в некоторых общинах), широкополые соломенные шляпы в жару и большие фетровые шляпы в холодное время года. Однако некоторые, в основном, подростки, могут носить и другую одежду, чтобы выразить свою индивидуальность. Женатые мужчины и все мужчины старше сорока лет носят бороды. А вот носить усы запрещено, потому что они у амишей ассоциируются с европейскими армейскими офицерами и с милитаризмом вообще. Борода может служить символом зрелости у амишей старого обряда, аналогично обручальному кольцу.

## Образование

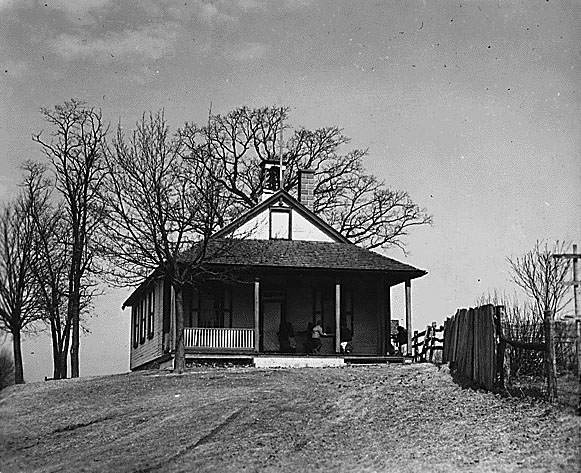
Амишская школа в округе Ланкастер штата Пенсильвания. 1941 год

Амиши не стремятся дать своим детям больше, чем обязательные восемь классов средней школы, полагая, что таких знаний вполне достаточно, чтобы подготовиться к жизни в их обществе
Почти никто из амишей не получает высшего образования; немногие учились и в колледже. Во многих общинах амишей есть собственные школы; обычно это однокомнатные школы, учительницами в которых работают молодые незамужние женщины из той же общины. В этих школах обучают многим ремёслам, что можно считать должным профессиональным образованием, соответствующим (или эквивалентным) американскому национальному образовательному стандарту для десятилетней школы.
Некоторые дети амишей обучаются в неамишских общеобразовательных школах, даже если эти школы расположены далеко от их дома (такое бывает в очень маленьких и отдалённых группах амишей). Известен пример, когда дети амишей посещали Лисбургскую начальную школу в посёлке Лисбург (местечко Плейн, округ Косцюшко, штат Индиана), находящуюся в 19 км от их места жительства в городе Наппани, потому что их семьи жили на краю школьного округа. В прошлом между амишами и неамишами происходили конфликты по вопросам местного обучения. Но они, большей частью, были разрешены, и образовательные власти позволяют амишам обучать детей в соответствии с амишскими традициями.
Иногда случаются конфликты из-за досрочного окончания амишами курса восьмилетней школы. Так как по законам штатов подростку нельзя отчисляться из школы ранее установленного возраста, эти дети формально остаются в восьмом классе на второй (или более) года, до достижения «выпускного» возраста. В прошлом, при сравнении результатов стандартизированных тестов учащихся амишей, они были выше средних для учеников сельских школ США — по произношению, словоупотреблению и арифметике. Однако по словарному запасу юные амиши отставали от среднего по стране уровня.

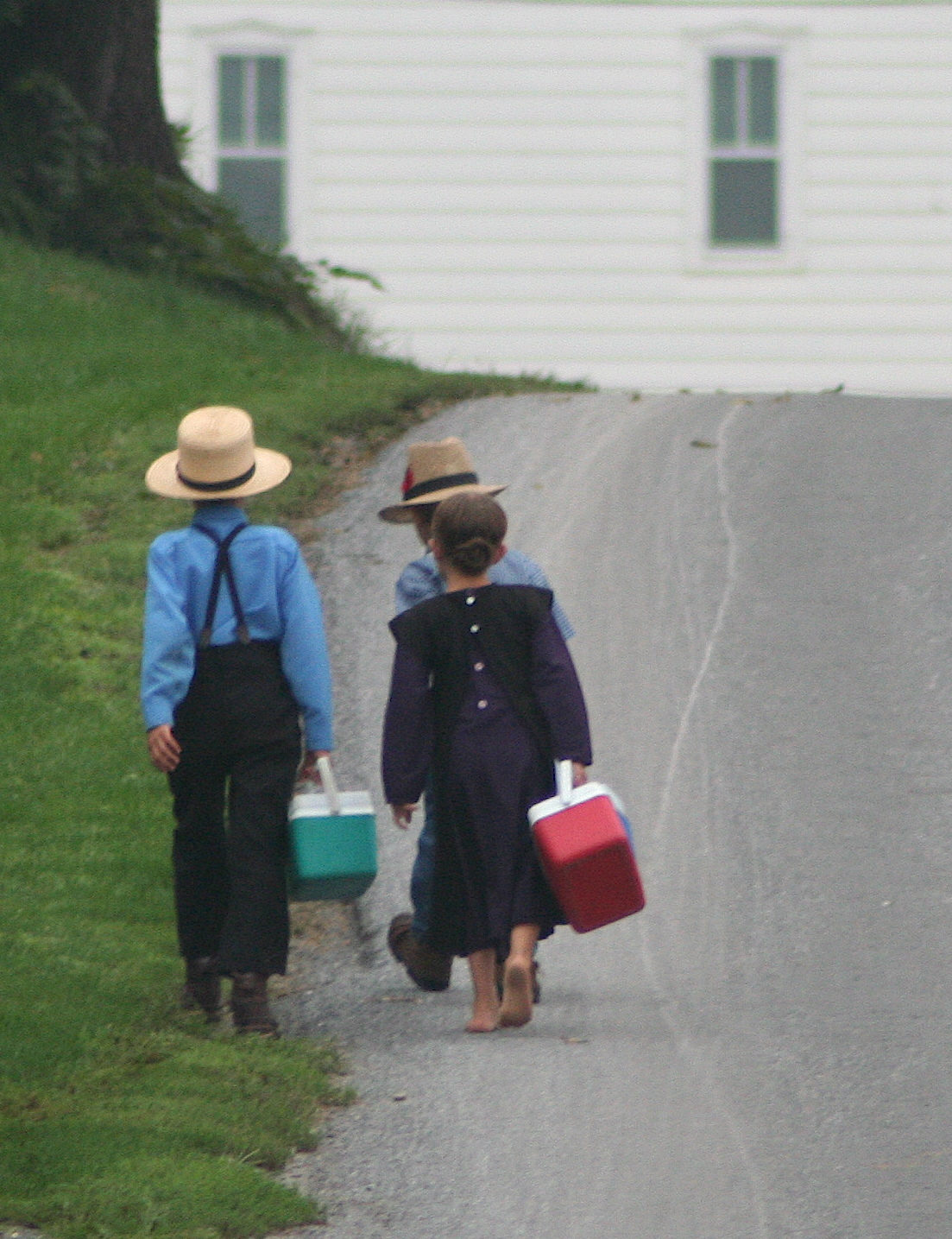
Дети амишей идут в школу

19 мая 1972 г. Джонас Йодер (Jonas Yoder) и Уоллес Миллер (Wallace Miller) из амишей старого обряда, а также Эдин Ютзи (Adin Yutzy) из консервативных амишей-меннонитов, были оштрафованы на 5 долларов США каждый за отказ посылать своих детей в возрасте 14 и 15 лет в среднюю школу. В деле «Висконсин против Дж. Йолдер», Верховный Суд штата Висконсин (Wisconsin Supreme Court) отменил этот приговор, что позже было подтверждено Верховным Судом США, который постановил, что преимущества универсального образования не оправдывают нарушения свободы исповедания религии, установленной Первой Поправкой к Конституции США.

## Использование современной техники и технологий

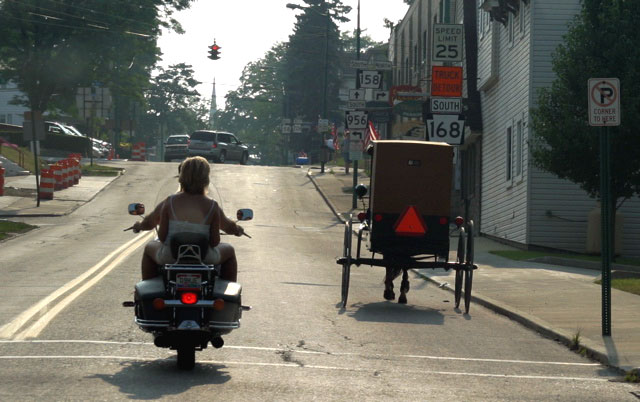
Современный и амишский транспорт в Нью-Уилмингтоне, Пенсильвания

Амиши старого обряда известны своим неприятием некоторых современных технологий. Амиши не считают любую технологию злом; верующие могут обращаться за разрешением использовать отдельные технологии в своих общинах. В Пенсильвании на весенней встрече епископы не смогли прийти к единому мнению, в том числе по вопросу об отношении к новым технологиям, и передали эту информацию священникам и диаконам на следующей встрече. Благодаря горизонтальной структуре управления у амишей, в каждой общине этот вопрос решается по-своему.
Как отметили Д. Крайбилл и М. Олшан, в разных амишских поселениях Северной Америки степень модернизации значительно различается. В наиболее консервативных общинах запрещены холодильники и ванные комнаты внутри дома, не используются сенные прессы и доильное оборудование. В домах менее консервативных амишей можно увидеть вполне современное оборудование кухонь и ванных комнат, синтетические отделочные материалы, а также работающие на природном газе современные холодильники и печи. А некоторые успешные амишские фермеры используют кормовые добавки, инсектициды, минеральные удобрения, искусственное осеменение. В то же время, телевизоры и видеокамеры категорически отвергаются практически всеми амишами.
Высоковольтное сетевое электричество было отвергнуто в 1920 году по распоряжению строгого епископа, как реакция против более либеральных амишей Би́чи, и для того, чтобы избежать физического контакта с внешним миром. Из-за раннего запрещения электричества, отдельные дискуссии об использовании новых изобретений, в которых оно используется (например, телевидения), уже не требуются. В то же время, иногда используется автономное электричество — там, где его можно получить без доступа к ЛЭП. Иногда допускается ограниченное применение батарей гальванических элементов или аккумуляторов. Электрогенераторы могут быть использованы для электросварки, зарядки аккумуляторов, питания мешалок молока — во многих общинах. В некоторых общинах используются электроаппараты для наружных работ, вроде электрических газонокосилок, перемещаемых человеком или конём, струнных триммеров. В некоторых семьях можно найти бытовые приборы в неэлектрическом исполнении: например, холодильники, работающие на керосиновых двигателях. Даже среди амишей старого обряда в некоторых округах может быть разрешено использование солнечных батарей и тепловых солнечных панелей.
Иногда общины амишей принимают компромиссные решения по использованию технологий: например, сельхозтехника с бензиновыми двигателями, вроде мотокультиватора или газонокосилки — но перемещаемая человеком или лошадью. По этой причине, амишские фермеры не соглашаются докупить ещё земли на меже между ними и их соседями, тоже амишами — они просто не смогут обработать больше земли, перемещая сельскохозяйственные аппараты вручную или на конной тяге. В то же время, они используют пестициды, химические удобрения и искусственное осеменение коров.
«Орднунг» для амишей — это скорее практическое руководство к жизни в общине, нежели религиозная доктрина, определяющая понятие греха. Например, члены четырёх общин амишей старого обряда в о́круге Аллен штата Индиана, более консервативных, чем большинство амишских общин, ездят в открытых повозках даже зимой и надевают чёрные кожаные туфли даже в летнюю жару.
Но эти религиозные ограничения не предназначены для того, чтобы причинять страдания. Так, инвалидам позволяется использовать электрические коляски. Допустимо использовать электричество в доме для питания медицинского оборудования.
Нарушителям этих правил могут дать много месяцев на решение проблемы; так, они смогут временно использовать компьютер, чтобы завершить бизнес-проект или успеют удалить электрические провода из своего нового дома.
Хотя большинство амишей не управляют автомобилями, они могут нанимать водителей и фургоны, например, чтобы поехать в гости к другой семье амишей, раз в месяц съездить в бакалейный магазин, или ездить на работу за пределы фермы. Но это регулируется местными решениями конгрегаций. На практике, транспортная доступность амишей увеличивается, а их изоляция уменьшается. На лошади можно проехать за один раз максимум 40 км, после чего ей нужен продолжительный отдых. Это ограничивало радиус ежедневных поездок амишей 20 километрами от дома. Кроме того, на больших расстояниях конный экипаж может выдерживать среднюю скорость не более 16 км/ч, а это очень мало для экстренной транспортировки (в случаи аварии, болезни и т. п.).
В некоторых регионах между поселениями амишей установлено регулярное автобусное сообщение, и поездки по железной дороге тоже допускаются.

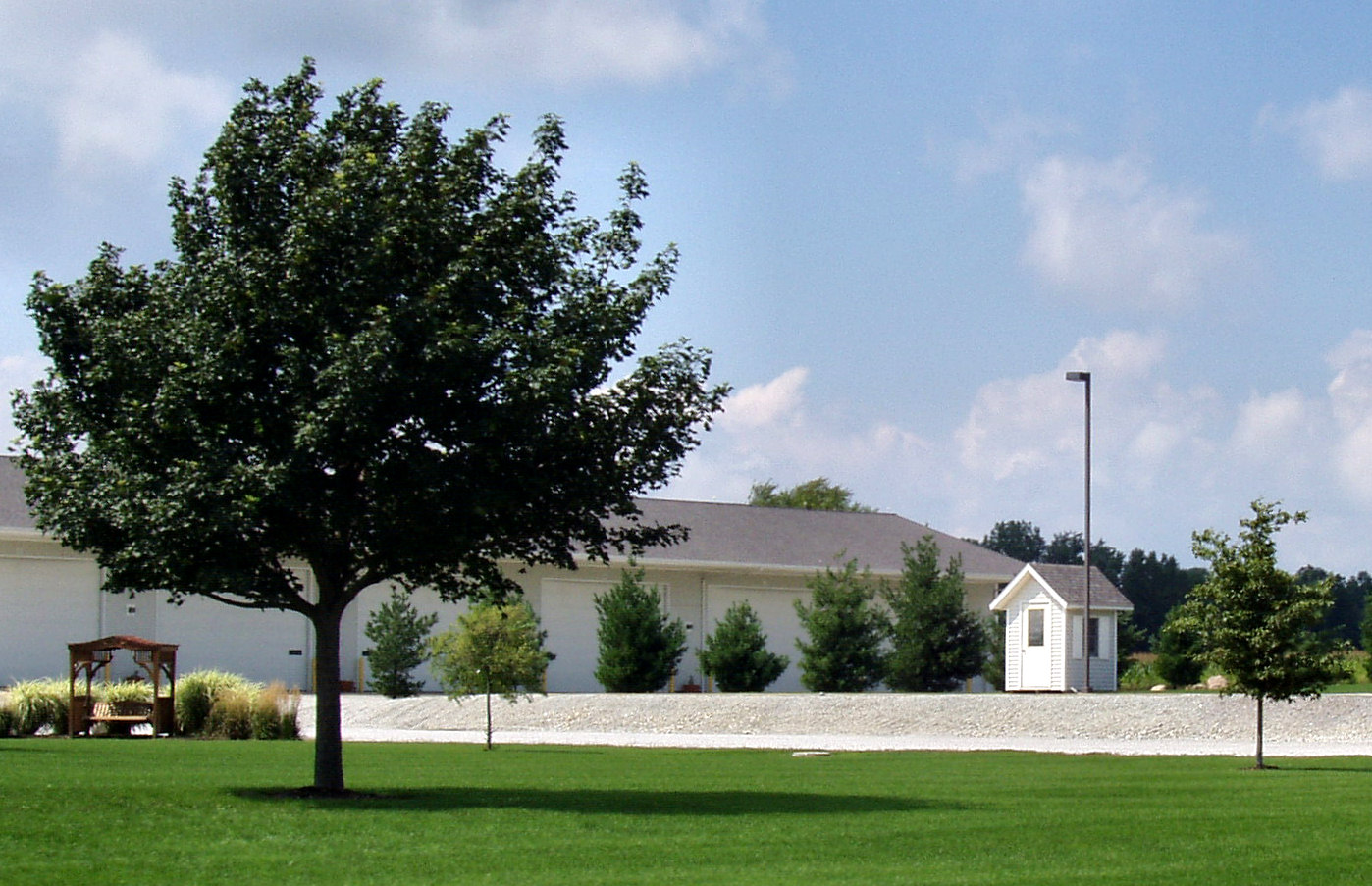
Телефонная будка, установленная «английским» фермером для использования в экстренных случаях местными семьями амишей

Амиши старого обряда стремятся ограничить использование телефона, так как они в этом видят нарушение изоляции от внешнего мира. Принесение внешнего мира в дом — это, по их мнению, вторжение в личную жизнь, нарушение святости и неприкосновенности семьи. К тому же, замена личных встреч телефонными разговорами вредит и социальной жизни общины. Амиши в Ланкастере используют телефоны в основном для исходящих звонков; по их правилам, телефон должен быть не в доме, а только в телефонной будке или другом строении, расположенном достаточно далеко от дома, чтобы сделать частые звонки неудобными. Даже если эти телефоны находятся в частной собственности, они должны быть доступны для использования более чем одной семьёй. С одной стороны, это позволяет амишам контролировать их общение и не даёт телефонным звонкам вторгаться в жизнь семьи; с другой — позволяет использовать телефон для деловых переговоров, когда это действительно требуется.
В прошлом, обычным делом было использование амишами ближайших городских таксофонов. Сейчас этих таксофонов остаётся всё меньше и меньше в связи с переходом неамишей на мобильные телефоны; это вынуждает общины амишей строить собственные телефонные будки и телефонные пункты коллективного пользования (они у амишей называются «телефонные хижины» — англ. phone shanties). Многие амиши, особенно те, кто занимается бизнесом, используют автоответчики или голосовую почту. Также амиши могут использовать доверенных «английских» соседей как связных для передачи экстренных сообщений семьи. Некоторые из амишей нового обряда используют даже сотовые телефоны и пейджеры, но большинство амишей-старообрядцев ими не пользуются.
Другие не приемлют использование имплантированных радиометок для электронной регистрации и идентификации домашнего скота. Так, в 2008 году семь фермеров-амишей (аманитов) из штата Мичиган, власти которого планировали сделать электронную регистрацию домашнего скота обязательной, подали судебный иск против государства, так как посчитали эту систему противной своим религиозным убеждениям, увидев в ней «печать антихриста».

## Отношения амишей с окружающим обществом

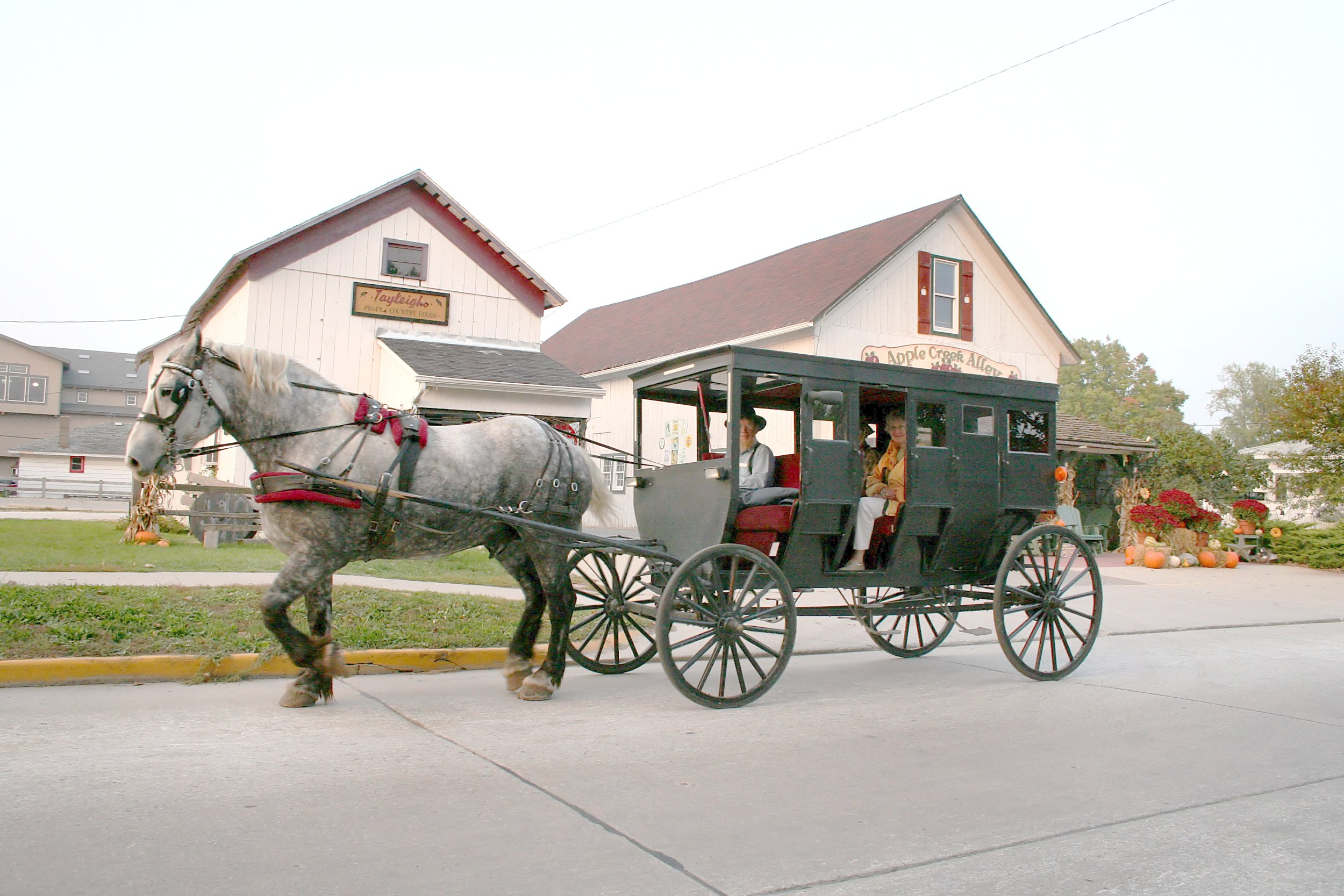
Туристам предлагают прокатиться в конном экипаже амишей (город Шипшевана, Индиана)

Со времени возникновения амиши испытывали на себе значительное давление со стороны окружающего их современного мира. Например, законы США о запрете детского труда создают угрозу для амишского образа жизни, также современные законодательные нормы нарушает и использование физических наказаний, обычное в амишских семьях, и их взгляды психологическую и медицинскую поддержку. В некоторых случаях амиши принимают свои болезни как волю Божию, вместо того, чтобы проходить всё возможное лечение в современных больницах и поликлиниках. Тем не менее, многие общины амишей имеют общественные телефоны, чтобы можно было вызвать помощь в экстренных случаях. Дети амишей часто, следуя традициям своей веры, с ранних лет учатся работать в доме, или на семейной ферме, или на общинной земле. Дети воспитываются в традициях своих родителей или близких родственников до подросткового возраста, когда в некоторых общинах им даётся возможность посмотреть мир (румспринга).

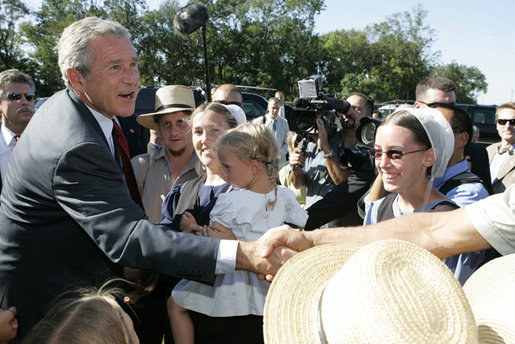
Дж. Буш на встрече с амишами

Амиши — непротивленцы и редко защищают себя физически или даже в суде; во время войны они получают статус «отказников совести» — людей, по идейным соображением отказывающихся от прохождения военной службы. Их собственное предание содержит истории о героическом непротивлении злу насилием, таких, как история Якоба Хохштетлера (Jacob Hochstetler, 1704—1775) из поселения амишей в Нордкилле, который убеждал своего сына не стрелять в индейцев, убивших одних членов их семьи и взявших в плен других. Во время Второй мировой войны амиши привлекались к альтернативной гражданской службе США — гражданской общественной службе.
Амиши полагаются на поддержку своей церкви и общины, и таким образом отвергают концепцию страхования. В качестве примера оказания такой поддержки можно привести совместное строительство конюшен, коровников, овинов и других сельскохозяйственных построек, когда на работу собирается вся община, чтобы возвести строение за один день. Также принято собираться на праздники вместе с семьёй и друзьями.

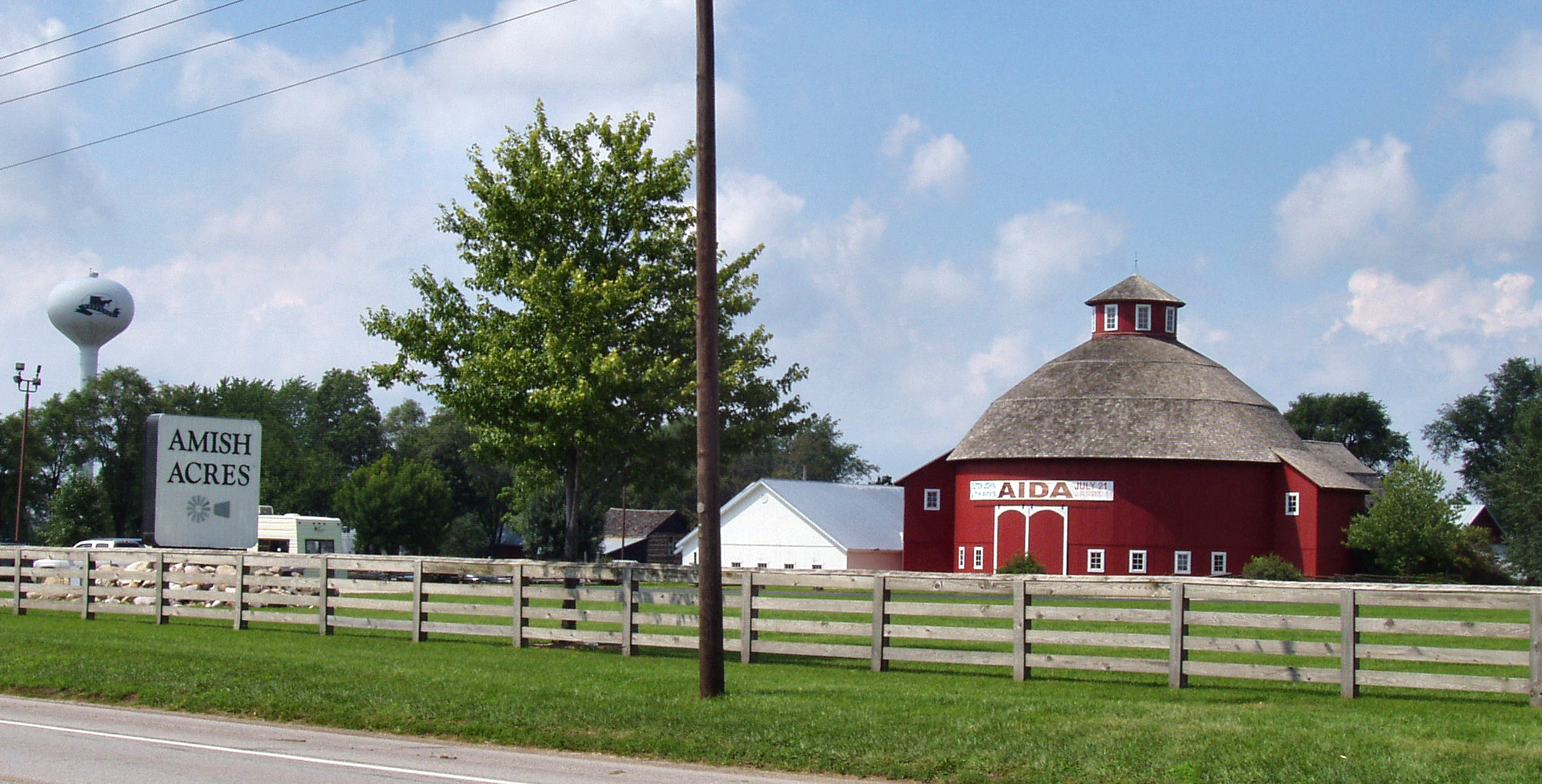
«Amish Acres» — аттракцион для туристов в городке Наппани, штат Индиана

В 1961 году Служба внутренних доходов США признала, что поскольку амиши по религиозным соображениям не пользуются благами социального страхования (и вообще социального обеспечения), они не обязаны платить соответствующие налоги. В 1965 году это правило было кодифицировано в законодательстве. Самозанятые члены таких местных религиозных групп не платят взносов по социальному страхованию США и не получают от него какой-либо поддержки, то есть могут не участвовать в системе социального страхования. Так, бланк налоговой декларации «Internal Revenue Service form 4029» делает такое исключение для членов религиозных групп, если эти группы добросовестно отказываются принимать выгоды от любого частного или государственного страхования, обеспечивают своим зависимым членам сносный уровень жизни и непрерывно существуют с 31 декабря 1950 года до настоящего времени. Явным примером заботы амишей о старшем поколении служат небольшие «дедушкины дома» (пенсил.-нем. Grossdaadi Heiser или Daadiheiser), часто строящиеся рядом с основным домом детей. Кроме взносов социального страхования и взносов на пособия по нетрудоспособности, американские амиши платят все положенные налоги. Амиши, работающие по найму на работодателей — неамишей, вынуждены платить и эти взносы, но за социальной поддержкой государства амиши всё равно не обращаются. Амиши старого обряда также обычно не пользуются услугами частного медицинского страхования. Около двух третей амишей из округа Ланкастер штата Пенсильвания участвуют в «Церковном страховании» (англ. Church Aid) — неформальной страховой организации, помогающим своим членам, вынужденным нести непосильные для них медицинские расходы. Также амиши, использующие гужевой транспорт и велосипеды, свободны от уплаты сборов за регистрацию моторных транспортных средств (англ. motor vehicle registration fees) и налогов на топливо для них (англ. motor fuel taxes), несмотря на то, что они тоже используют построенные государством дороги.
Время от времени встречаются случаи дискриминации или вражды по отношению к амишам со стороны их соседей. Антиамишские настроения в обществе приводят к забрасыванию конных повозок амишей камнями (или другими предметами) во время их движения по дорогам, чаще всего ночью. В 1988 году вышел на телеэкраны фильм «Побивание камнями в округе Фулем» (англ. A Stoning In Fulham County), основанный на реальных событиях, включая случай гибели шестимесячной девочки из семьи амишей от попадания камня в голову. В 1997 году Мэри Кюпфер (Mary Kuepfer), молодая амишка из Милвертона, (Онтарио, Канада), получила удар в лицо стеклянной бутылкой из-под пива, которую, предположительно, бросили в неё из проехавшего мимо автомобиля. Она получила такие осколочные травмы, что на восстановительные хирургические операции потребовалось несколько тысяч долларов (которые были собраны в виде пожертвований).

## Известные исследователи амишской культуры
Профессор социологии Джон Хостетлер (1918—2001), родившийся в семье амишей и написавший несколько книг про амишей, гуттеритов и меннонитов старого обряда, пользуется наибольшим академическим авторитетом среди исследователей амишей. Другой известный исследователь сообщества амишей — Дональд Крайбилл, почётный колледж-профессор и старший научный сотрудник Молодёжного центра изучения анабаптизма и пиетизма при Колледже Элизабеттауна в Пенсильвании.

## Комментарии
1. ↑  англ. Distinguished College Professor and Senior Fellow in the Young Center for Anabaptist and Pietist Studies at Elizabethtown College